# Stazione di San Donnino Badia
La stazione di San Donnino Badia è la fermata ferroviaria di Campi Bisenzio, condivisa in parte con il comune di Signa, posta sulla Ferrovia Leopolda. A nord della stazione si trova il centro abitato di San Donnino, mentre a sud vi è la cittadina di Badia a Settimo: da qui il nome della piccola stazione. Non vi fermano molti treni, visto il non elevato numero di pendolari.

## Storia
Anticamente la stazione era collegata all'abitato di Badia a Settimo, posto sull'altra sponda dell'Arno, tramite un traghetto che faceva la spola tra le due rive. Il servizio fu poi soppresso e quindi la stazione mantenne impropriamente il nome di Badia in quanto per gli abitanti del luogo era impossibile raggiungere la stazione, non potendo attraversare l'Arno. Di recente è stata realizzata una passerella pedonale sul fiume per poter collegare di nuovo la stazione con Badia a Settimo.
La fermata di San Donnino è stata riattivata l'8 dicembre 2008.
La stazione è poco usata e i pochi collegamenti sono solo in direzione Empoli o Firenze Castello, con qualche eccezione che va a Firenze SMN.